# 秀児
秀児（しゅうじ、1973年11月17日 - ）は日本のボーカリスト。愛知県出身。元cali≠gariのボーカルとして知られる。

## 来歴
- 1993年8月、ロックバンド『自爆』（結成当初は『自縛』というバンド名だった。自縛名義では押谷“OSSY”賢。後に0041名義へと改名）、『パラシウト2』などで活動。
- 1996年1月、前ボーカル真の脱退を受け、パラシウト2のベース光雄（圭児）と共に『cali≠gari』に加入。
- cali≠gari時代は「夜行列車」「歪んだ鏡」などの作詞作曲、「月夜の遊歩道」「弱虫毛虫」等の作詞も行う。秀児が加入していた時期のcali≠gariは「奇形メルヘン音楽隊」と名乗り、ポップかつエログロ、アングラ、精神病的な音楽性で、当時のインディーズシーンにおいてカルト的な人気を博した。
- 2000年6月1日、失踪という形でcali≠gariを脱退。4年半もの活動に終止符を打つ。後任には石井秀仁が加入。
- 2000年8月27日、脱退後初のソロライブを行う。THE SLUT BANKSのメンバーをバックに迎え、cali≠gari時代の自身の楽曲やダムドのカバーを披露する。また、同年12月、秀兒名義に改めパンクバンド『呪（まじない）』を結成。
- 2001年1月20日、六本木Y2Kにて初ライブ「秀兒のロックンロール・ピンクサロン」を行う。しかし、同年4月、再び失踪という形で呪を脱退し、解散となる。
- 2002年9月21日、しうじ名義に改め『ピンク菩薩』結成。オリジナル曲に加えcali≠gari時代の楽曲や未発表曲も披露。
- 2003年4月13日、ピンク菩薩解散。同年『百足』結成。名古屋を中心に、ライブ活動やMD配布等を行うも、同年解散。
- 2004年1月、パンクバンド『愚童』に加入。同時に名義を秀児に戻す。
- 2009年1月11日、ホームページの日記にて突如愚童脱退を発表。同時に同バンドは活動休止状態に。
- 2009年8月、ヴィジュアル系バンド『歩‐ふ‐』結成。
- 2010年12月28日、歩‐ふ‐活動休止。
- 2011年5月『xxGUN/JACKxx』加入。
- 2013年9月『xxGUN/JACKxx』活動休止。メンバーのSINがブログにて発表。
- 2015年5月、『ST.秀児』としてソロ活動を開始。
- 2017年7月30日のライブ以降は目立った活動がなく、近年の状況は不明｡

## 人物
- 一貫して丸坊主頭のスタイルを貫いている。cali≠gari時代は長身でスレンダーだったが、現在は体重が増加した模様。
- かつては地元愛知でLaputaのJunjiとバンドを組んでいたこともあった。
- cali≠gari時代は電波系のキャラを売りにし、精神病的な楽曲を手掛けていた。実際に精神を患っている様で、自身の2008年6月27日付のブログによれば、精神障害者保健福祉手帳を発行したと記している。
- 元々パンク方面の傾倒にある。cali≠gari脱退後のソロライブではダムドをカバーし、その後のパンクバンドへの相次ぐ結成・加入などからもその方向性が窺える。
- cali≠gari時代は黒系のジャージにゴスロリ風のニーソックスを着用。また、おかっぱのカツラを被りゴスロリ女装をする等奇抜なファッションを披露していた。脱退後はパンク・ファッションに変え、ピンク菩薩在籍時はいわゆるヴィジュアル系風のメイクに変化。愚童加入後はまたパンク・ファッションに戻り、歩‐ふ‐ではパンク・ファッションにヴィジュアル系風のメイクを行っている。xxGUN/JACKxxでは歩‐ふ‐と同様パンク・ファッションとノーメイクだったが、ヴィジュアル系メイクをしていた事もあった。

## 関わった音楽作品
- 『自爆』在籍時
  - 精神分裂（配布デモテープ）
- 『cali≠gari』在籍時
  - 第2実験室から君が咲く山までの作品（詳細はcali≠gari参照）
- 『ピンク菩薩』在籍時
  - ピンク菩薩（2002年秋、50枚限定配布MD）
- 『百足』在籍時
  - 刺青（2003年販売MD）
  - 毒（2003年販売MD）
- 『愚童』在籍時
  - 情熱全力疾走（2004年4月10日発売CD）
- 『歩‐ふ‐』在籍時
  - Re:はじめまして(^ω^)（2009年12月23日ライブ、公式通販限定発売CD）
  - 無料配歩（2010年3月28日配布CD）
  - Re:Re:今晩ヒマ？（2010年8月20日ライブ、公式通販限定発売CD）
- 『xxGUN/JACKxx』在籍時
  - first shot!（2011年7月18日CD）
  - music Camp 2011（2011年12月1日オムニバスCD）
  - The beginning of the end（2011年12月30日発売CD）
  - SIMULATOR（2012年7月16日CD）
  - Vijuttoke 名古屋V系「New genelation」VA vol.2（2013年8月1日オムニバスCD）